# Ифрам (Висконсин)
Ифрам (енгл. Ephraim) град је у америчкој савезној држави Висконсин.

## Демографија
По попису из 2010. године број становника је 288, што је 65 (-18,4%) становника мање него 2000. године.
| Група             | 2000.       | 2010.       |
| Белци             | 349 (98,9%) | 280 (97,2%) |
| Афроамериканци    | 0 (0,0%)    | 0 (0,0%)    |
| Азијати           | 0 (0,0%)    | 0 (0,0%)    |
| Хиспаноамериканци | 1 (0,3%)    | 7 (2,4%)    |
| Укупно            | 353         | 288         |